# 最高人民法院政治部
最高人民法院政治部，位于北京市东城区东交民巷27号，是中华人民共和国最高人民法院内设机构。

## 沿革
1976年10月粉碎“四人帮”后，最高人民法院刑事审判庭、民事审判庭、办公厅等业务、行政单位逐步恢复。到1983年，设立了刑事审判第一庭、刑事审判第二庭、民事审判庭、经济审判庭、研究室、办公厅、人事厅、司法行政厅。1993年1月20日，设立最高人民法院政治部，撤销最高人民法院人事厅。

## 职能
2000年12月4日，《最高人民法院机关内设机构及新设事业单位职能》（法发〔2000〕30号）发布，其中规定最高人民法院机关内设机构有政治部，职能是：
1. 负责最高人民法院机关的机构设置人员编制；负责各类人员的考录、调配、考核、任免、工资福利、出国政审、退休等工作；管理人事档案、人事信息的采集分析以及各项组织人事制度的实施；承担直属事业单位领导班子管理工作的有关事项，负责直属事业单位职称的有关管理工作。
2. 根据有关法律、法规的规定，研究、起草法官以及其他人员管理的法规、规章制度并组织实施；负责法院系统的机构、编制管理工作，研究、提出人民法院管理体制方案；负责法官等级评定的管理工作；受中组部委托考察高级人民法院院长人选，协助地方党委考察协管干部人选，协助地方党委加强基层人民法院领导班子和队伍建设。
3. 负责人民法院队伍的思想政治、宣传教育工作，组织法院系统评先创优、表彰奖励活动；研究、制定法院系统各类人员的培训规划、计划和相关规章制度，组织外派出国留学、审定法官学院年度培训计划、会同法官学院组织全国法官教育培训重点教材的编写、编制短期培训经费预算方案。
4. 依据《人民警察法》及有关法规和政策，负责拟制全国法院司法警察执勤、训练、考核和警衔评授等方面的实施条例、办法和意见；协调和开展与其他警种间的警务工作；负责国务院评授警衔工作领导小组交办的有关工作[2]。

根据《最高人民法院机关内设机构及新设事业单位职能》（法发〔2000〕30号），最高人民法院政治部内设：组织人事部、法官管理部、宣传教育部、警务部。
目前政治部“主要负责最高人民法院机关及直属单位组织人事管理工作；制定法官和其他工作人员管理法规、条例、规章等；指导全国法院思想政治、表彰奖励和教育培训工作；协助做好各高级人民法院领导班子建设以及地方人民法院的机构编制工作；负责人民法院司法警察管理工作。”

## 机构设置
- 组织人事部
- 法官管理部
- 宣传教育部
- 司法警察管理局[4]

## 历任领导
| 主任 - 项华（？—？，人事厅厅长） …… - 张力理（？—？） …… - 苏泽林（2001年6月—2004年6月，兼最高人民法院党组成员、机关党委书记） - 李克（2005年1月—2009年3月，兼最高人民法院党组成员、机关党委书记） - 周泽民（2009年3月—2012年9月，兼最高人民法院党组成员、机关党委书记） - 徐家新（2013年3月—2018年7月，兼最高人民法院党组成员、机关党委书记） - 马世忠（2018年7月—2024年2月，兼最高人民法院党组成员、机关党委书记） - 李成林（2024年2月—2025年6月，兼最高人民法院党组成员、机关党委书记） | 副主任 - 项华（1983年8月—？，人事厅副厅长） - 陈之玮（？—？，人事厅副厅长） …… - 钱锋（2002年9月—2004年10月） - 杜万华（？—？） - 于厚森（？—2008年11月） - 刘贵祥（2005年6月—2008年12月） - 岑安邦（？—？，兼机关党委常务副书记） - 宋建朝（？—？，兼机关党委常务副书记） - 龚稼立（2008年—2016年1月） - 罗东川（2012年3月—2013年6月） - 许启良（？—？） - 张一丽（？—，兼机关党委常务副书记） - 董文濮（？—，兼机关党委副书记） - 林文学（？—） - 孔玲（2018年12月—2021年2月） |